# Boate
Il Boate è un torrente che scorre in Liguria, attraversando nel suo tratto terminale la città di Rapallo.

## Descrizione

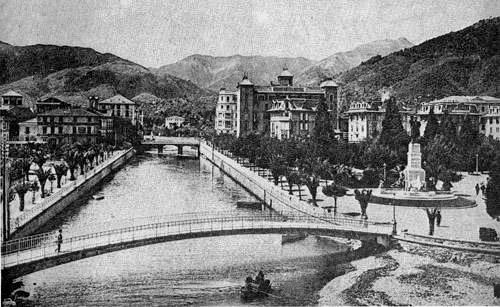
Il ponte pedonale sul torrente Boate in una fotografia di fine Ottocento e inizio Novecento

Anticamente chiamato dagli abitanti Bogo, è un corso d'acqua dalla scarsissima portata, perennemente in secca nel periodo estivo. Nasce dalla confluenza di alcuni piccoli torrenti dell'entroterra rapallese, il San Pietro e il Santa Maria, anch'essi alimentati da altri rii minori (tra questi i più noti sono il rio Grande e il rio Sellano); il punto esatto della confluenza dei due corsi d'acqua si trova nei pressi del golf cittadino. Da qui il Boate scorre attraverso la città, dividendola in due parti, fino a sfociare in mare tra il porto pubblico e la zona del Lido.
Originariamente il torrente scorreva lungo un percorso diverso da quello attuale, che venne modificato nel 1823 grazie ai fondi distribuiti dal Regno di Sardegna che, con un progetto fluviale, riuscì a deviarne il percorso come a tutt'oggi appare. Grazie alla deviazione si costruirono nuove strade tra cui l'attuale via di comunicazione collegante Rapallo con Santa Margherita Ligure, passante sotto un ponte, di epoca romana, detto "d'Annibale".
Negli anni duemila è stata compiuta un'importante opera di mitigazione e dragaggio del Boate da parte della Provincia di Genova che, secondo gli studi, dovrebbe garantire la messa in sicurezza delle zone limitrofe al torrente diminuendo così al minimo le probabilità di esondazione.

## Le alluvioni
Il Boate è un corso d'acqua dal regime spiccatamente torrentizio (il cosiddetto torrente "giornata" in quanto tanto soggetto a gonfiarsi rapidamente quanto a rimanere in secca), di conseguenza ha alluvionato svariate volte la città ligure con le sue piene furiose sia nel corso dei secoli sia in epoca recente.
Uno dei primi straripamenti accertati del torrente si ebbe il 19 giugno del 1637 a seguito di uno spaventoso diluvio; dai dati raccolti da un'antica testimonianza di allora si apprese che la sua piena fu tanto violenta da uccidere bestiame e sradicare decine di alberi.
Nel XX secolo tante sono state le alluvioni, nelle quali perirono molte persone, causate dal Boate dovute soprattutto ai troppo bassi argini di protezione.

### Alluvione del 1911

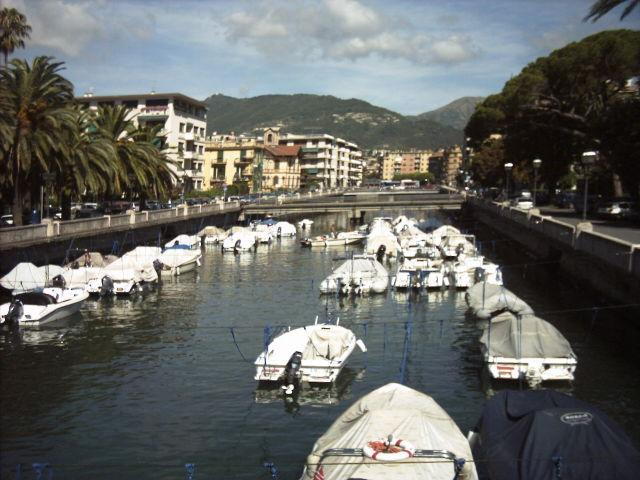
Torrente Boate, attracco per piccole imbarcazioni.

Una delle più violente esondazioni documentate si ebbe tra il 23 e il 24 novembre del 1911. Nella notte del 23 un violento acquazzone si abbatté sulla città gonfiando vistosamente il fiume. La mattina seguente il Boate entrò rapidamente in piena al punto che gli argini cedettero di colpo allagando l'intero centro storico e le zone limitrofe.
Allo straripamento del Boate si aggiunse anche quello del San Francesco, altro irrequieto torrente ad est della città, devastando così pesantemente tutta la zona adiacente al mare. Alla foce del fiume venne divelta anche la passerella pedonale in ferro, mentre in centro il panico fra i residenti fu totale.
Case, negozi, vie, piazze e persino la basilica dei Santi Gervasio e Protasio furono invase dall'acqua mista a fango e ghiaia. Il comune rapallese si trovò pertanto in difficoltà nel fronteggiare l'emergenza, ma decine di squadre dei vigili del fuoco provenienti da Chiavari e Genova diedero man forte ai colleghi rapallesi. Fu necessaria una settimana di lavoro per ritornare alla calma.

### Alluvione del 1915
Quella del 25 settembre 1915 fu, forse, la peggiore alluvione che travolse la città anche perché avvenne in contemporanea all'entrata in guerra dell'Italia nella prima guerra mondiale. In tre ore e mezza caddero un quantitativo di pioggia pari a quello che mediamente si registra in cinque mesi, causando così l'allagamento spontaneo delle strade.
Alle 07.30 circa 70 cm d'acqua invasero il centro storico cittadino allagando case e negozi. Verso le 09.00 avvenne la tragedia, ancora viva nella memoria dei rapallesi: nella zona di Sant'Anna (quartiere rapallese in cui inizia la sua corsa il Boate) l'acqua invase quello che ora è il golf, ovvero una sorta di conca naturale arginata a terrapieni, creando un bacino di acque effimero di 900.000 m² di ampiezza, 3.500.000 m³ di capacità e 4 metri di profondità.
Sotto l'incessante pressione dell'acqua il fiume sfondò dunque all'improvviso - per circa 300 metri - il terrapieno ferroviario situato fra il Boate e la via principale, dando via libera ad un'enorme massa liquida mista a fango alta 4 metri che si abbatté su gran parte dell'abitato ostruendo le vie con legnami e materiali d'ogni genere.
L'onda fangosa non riuscì però a raggiungere il mare, a causa della forte mareggiata, trovando così sfogo in direzione delle case, dei negozi e della chiesa parrocchiale che ne uscirono brutalmente devastati. Crollarono, pur se costruiti in ferro e cemento armato, tutti i ponti situati presso la foce del torrente, si aprirono enormi voragini nella zona detta delle Saline che inghiottirono decine di automobili e causarono anche il crollo di un albergo (Hotel Rosa Bianca) nella zona del lungomare.

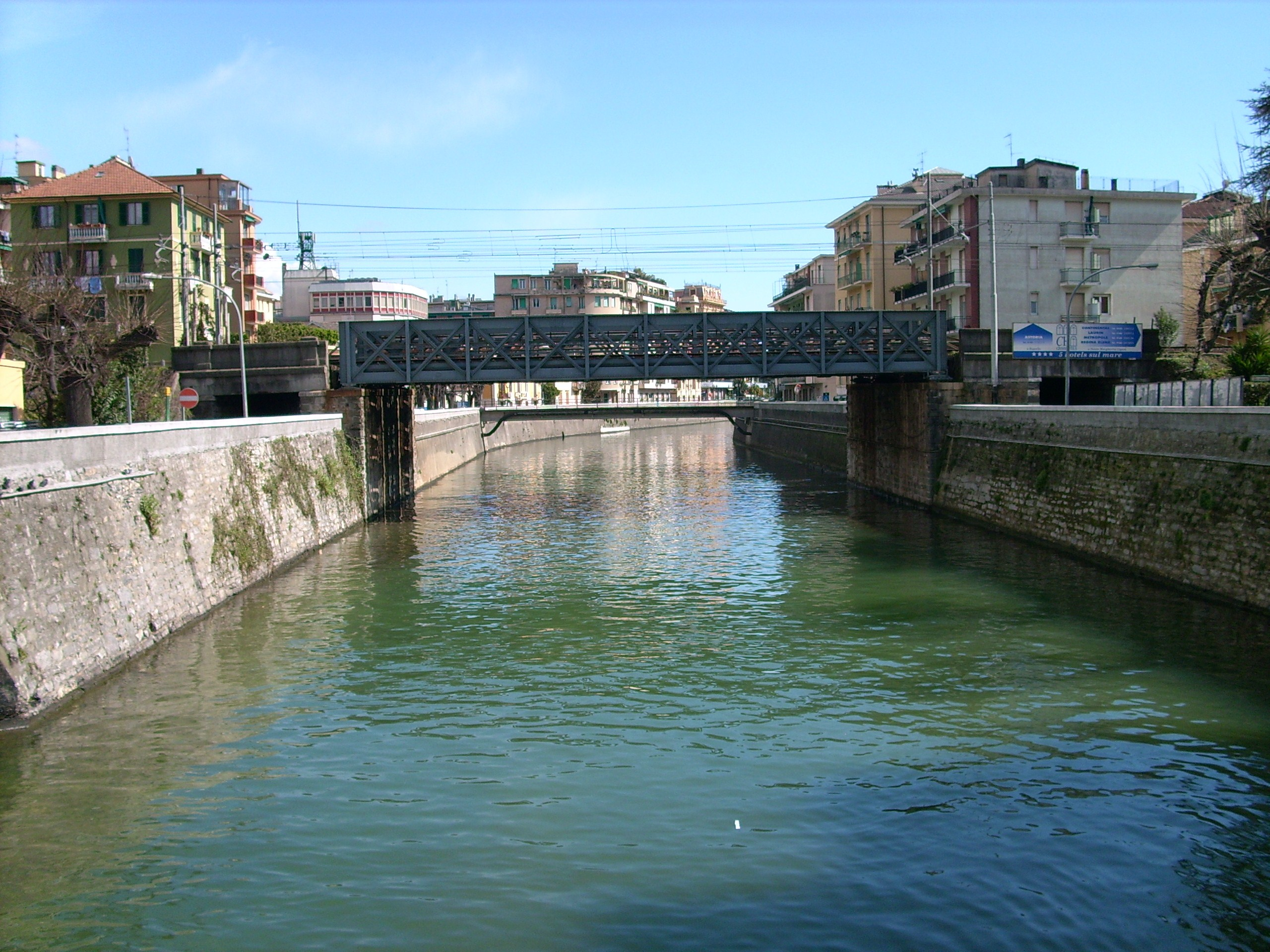
Il torrente dopo l'innalzamento degli argini nel 2006-2007-2008.

La popolazione in cerca di una via di fuga si arrampicò sui tetti o sugli alberi in attesa dei soccorsi, ma Rapallo rimase completamente isolata e inerme per giorni; la ferrovia inoltre - devastata pesantemente dall'alluvione - non permise ai soccorsi provenienti da Genova di giungere in città tant'è che solamente dall'estremo levante ligure riuscirono ad arrivare i primi aiuti.
Il sindaco e l'intera amministrazione comunale dell'epoca scesero in città per aiutare i cittadini assieme alle forze dell'ordine locali. I primi soccorsi arrivarono via mare dai marinai della nave Coatti, e altri giunsero in città via treno come le squadre dei vigili del fuoco di Chiavari e La Spezia.
Anche nelle frazioni la situazione fu drammatica: a San Pietro di Novella il piazzale della chiesa crollò, i campi e gli orti scomparvero completamente sotto uno spesso strato di fango e detriti.
Il prefetto di Chiavari, giunto in città per una prima conta dei danni, fu sconvolto dalla drammaticità dell'evento. I morti risultarono ben 15 (tra i quali anche il maresciallo della Guardia di Finanza del distaccamento locale), un disperso e milioni di lire di danni materiali. Il corpo disperso di una donna inghiottita dalle acque del Boate venne ritrovato, solo molti giorni dopo l'evento e per effetto delle correnti marine, sulla spiaggia di Bordighera nella riviera di ponente.
In epoca più recente, il Boate è tornato a far paura anche negli ultimi anni, come nel 1995 quando alluvionò nuovamente la città e nel 2002 quando sfiorò di nuovo lo straripamento.